# لیلیان والد
لیلیان والد (۱۰ مارس ۱۸۶۷ سینسینتی; ۱ سپتامبر ۱۹۴۰کنتیکت) یک پرستار سرشناس آمریکایی است و همچنین موئسس و مدیر پروژهٔ اجتماعی Henry Street Settlement در شهر نیویورک بود.

## زندگی
او که از یک خانواده با نژاد آلمانی-لهستانی-یهودی بود در سال ۱۸۸۳ تحصییلاتش در رشتهٔ پرستاری و مراقبتهای پزشکی را آغاز نمود و پس از آن عملاً به یک پرستار تبدیل شد . در ۱۸۹۱ در کالج پزشکی بانوان Women’s Medical College د نیویورک برای تحصیل در رشتهٔ پزشکی ثبت نام کرد . در حین تحصیل او برای آموختن مراقبتهای پزشکی خانگی به قسمتی از شرق منهتن فرستاده شد که دارای تراکم زیاد جمعیت و در نتیجه فقر بود .

## یک تصمیم بزرگ
او ورودش به آن منطقه و دیده هایش را بعدها این‌گونه توصیف میکند:
...از طریق خیابان‌هایی ترک خورده و شکسته ... بوی تهوع‌آور گذشته، انبوه کیسه‌های زباله باز رها شده، در یک حیاط پشتی ، جاهایی بیهوده ، بدون سقف به عنوان محل قضای حاجت مردان و زنان استفاده می‌شود...
‚Over broken roadways... past evil-smelling, uncovered garbage cans... across a court where open and unscreened closets [toilets] were promiscuously used by men and women.‘
این تجربه و مشاهدات او از اوضاع زندگی مردم آنجا او را بر آن داشت که تحصیل پزشکی را رها کرده و پرستاری را به عنوان هدف شغلی و زندگی خود انتخاب نماید و خود را در این راه وقف نماید.او در سال ۱۸۹۳ به همراه همکلاسی کالج خود "ماری بروستر" یک اتاق در یک خانهٔ اجاره‌ای اجاره نمود و در آنجا برای اولین بار "سرویس پرستاری Henry Street Visitin " را تأسیس نمود و در آنجا خدمات پزشکی به مشتریانی ارئه میداد که از عهدهٔ هزینه‌های پزشکی بر نمی‌آمدند و هزینه‌ها تنها از کسانی دریافت میشد که قادر به پرداخت بودند.
دیری نپایید که هزاران نفر از مردم نیویورک از خدمات انسان دوستانهٔ لیلیان بهره میبردند و پس از شهرت ابتکار خیرخواهانهٔ لیلیان او توسط متولیان و متمولین شهر پشتیبانی شد و مراکز دیگری نیز تأسیس کرد .پس از مرگ لیلیان ،او که تا ۱۹۳۰ مدیر پروژهٔ اجتماعی Henry Street Settlement بود ، موسسه مالی ، و کلینیک روان درمانی نیز به سازمان افزوده شده بود.